# Lucimar Aparecida de Moura
Lucimar Aparecida de Moura (* 22. März 1974 in Timóteo) ist eine brasilianische Leichtathletin. In den 2000er Jahren war sie die dominierende Kurzstreckensprinterin Südamerikas. In ihrer Zeit als Juniorin trat sie auch im Weitsprung sowie im Fünfkampf an, bevor sie sich später auf den Sprint spezialisierte.

## Sportliche Karriere
De Mouras Erfolge erstrecken sich über annähernd zwei Jahrzehnte; speziell bei den Südamerikameisterschaften konnte sie zahlreiche Goldmedaillen gewinnen. 2007 gelang es ihr vor heimischer Kulisse in São Paulo erstmals, sich bei den kontinentalen Wettkämpfen das Goldtriple – Siege sowohl über 100 als auch über 200 Meter und mit der 4-mal-100-Meter-Staffel – zu sichern.
Auf globaler Ebene trat sie 1992 zum ersten Mal in Erscheinung, als sie über 100 Meter an der Juniorenweltmeisterschaften in Seoul teilnahm, dort jedoch in der zweiten Runde (= Zwischenläufe / Viertelfinale) ausschied. Mittlerweile ist de Moura im Laufe ihrer Sportkarriere zu fünf Seniorenweltmeisterschaften angetreten. Bei ihrem Debüt 1997 in Athen erreichte sie über 100 Meter die zweite Runde, schied mit der Staffel allerdings im Vorlauf aus – das Quartett stellte dabei mit 43,89 Sekunden einen neuen brasilianischen Landesrekord auf. 1999 in Sevilla lief sie sowohl über 100 als auch über 200 Meter ins Viertelfinale. Erst sechs Jahre später startete sie erneut bei den globalen Titelkämpfen und erreichte 2005 in Helsinki über beide Sprintdistanzen das Halbfinale. Noch erfolgreicher war sie als Mitglied der Staffel, die bis ins Finale gelangte und dort den fünften Platz belegte. Im japanischen Osaka kam sie 2007 im 100-Meter-Rennen nicht über die zweite Runde hinaus; auch die Staffel scheiterte bereits in den Vorläufen. Zwar konnte letztere bei den Weltmeisterschaften 2009 in Berlin ihre  Platzierung von 2005 wiederholen; in der Einzelkonkurrenz schied de Moura aber wie zwei Jahre zuvor im Zwischenlauf aus. Sie vertrat ihr Land darüber hinaus bei bislang zwei Olympischen Sommerspielen. 2004 in Athen schied sie über 200 Meter in der zweiten Runde sowie mit der Staffel im Vorlauf aus. Vier Jahre später in Peking trat sie über 100 Meter an und kam erneut nicht über die Zwischenläufe hinaus. Wesentlich erfolgreicher verliefen die Staffelrennen. Das Quartett erreichte das Finale und landete zunächst auf dem vierten Platz. Am 17. August 2016 wurde den russischen Läuferinnen Julia Schermoschanskaja, Jewgenia Poljakowa, Alexandra Fedoriwa und Julia Guschtschina die Goldmedaille in der 4-mal-100-Meter-Staffel wegen Dopings aberkannt. Die Medaillen von Belgien (jetzt Gold), Nigeria (jetzt Silber) und Brasilien (jetzt Bronze) wurden daraufhin aufrückend angepasst.

## Persönliche Bestleistungen
| Disziplin                                    | Sekunden | Datum           | Ort       | Anmerkung                 |
| -------------------------------------------- | -------- | --------------- | --------- | ------------------------- |
| 100 Meter                                    | 11,17 s  | 25. Juni 1999   | Bogotá    | bis zum 4. September 2010 |
| 200 Meter                                    | 22,60 s  | 26. Juni 1999   | Bogotá    | bis zum 6. August 2011    |
| 4 × 100 Meter (mit Santos, dos Santos, Neto) | 42,97 s  | 10. Juli 2004   | Bogotá    | bis zum 4. September 2011 |
| 400 Meter                                    | 54,35 s  | 1. April 2007   | São Paulo |                           |
| 60 Meter (Halle)                             | 07,50 s  | 4. Februar 2006 | Samara    |                           |